# Festival di Cannes 1997

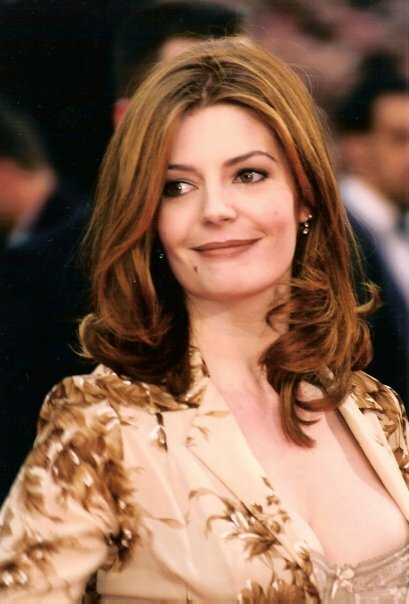
Pur non essendo la maîtresse de cérémonie dell'edizione, Chiara Mastroianni ha aperto il Festival.

La 50ª edizione del Festival di Cannes si è svolta a Cannes dal 7 al 18 maggio 1997.
Il film d'apertura dell'edizione è stato Il quinto elemento di Luc Besson, mentre Potere assoluto di Clint Eastwood è stato quello di chiusura. Bruce Willis e Chiara Mastroianni hanno ufficialmente aperto l'edizione, mentre Jeanne Moreau ne ha presentato le cerimonie d'inaugurazione e di premiazione. Tra i festeggiamenti per il cinquantenario del Festival, 29 registi vincitori della Palma d'oro hanno consegnato in presenza del Presidente francese Jacques Chirac una "Palma delle Palme" a Ingmar Bergman in qualità di miglior regista vivente a non aver mai ricevuto il premio, ritirato dalla figlia Linn Ullmann a causa dell'età avanzata di Bergman.
La giuria internazionale presieduta dall'attrice francese Isabelle Adjani ha assegnato la Palma d'oro ex aequo a L'anguilla di Shōhei Imamura e Il sapore della ciliegia di Abbas Kiarostami.

## Selezione ufficiale
I seguenti film sono stati presentati all'interno della selezione ufficiale del Festival, diretta artisticamente da Gilles Jacob:

### Concorso
- L'anguilla (Unagi), regia di Shōhei Imamura (Giappone)
- Assassin(s), regia di Mathieu Kassovitz (Francia)
- Il bacio del serpente (The Serpent's Kiss), regia di Philippe Rousselot (Germania, Regno Unito, Francia)
- Benvenuti a Sarajevo (Welcome to Sarajevo), regia di Michael Winterbottom (Stati Uniti d'America, Regno Unito)
- Il coraggioso (The Brave), regia di Johnny Depp (Stati Uniti d'America)
- Crimini invisibili (The End of Violence), regia di Wim Wenders (Francia, Germania, Stati Uniti d'America)
- Il dolce domani (The Sweet Hereafter), regia di Atom Egoyan (Canada)
- La donna proibita (La Femme défendue), regia di Philippe Harel (Francia)
- Funny Games, regia di Michael Haneke (Austria)
- Happy Together (Chūnguāng zhàxiè), regia di Wong Kar-wai (Hong Kong)
- Kini and Adams, regia di Idrissa Ouédraogo (Burkina Faso, Francia)
- L.A. Confidential, regia di Curtis Hanson (Stati Uniti d'America)
- Niente per bocca (Nil by Mouth), regia di Gary Oldman (Regno Unito)
- Il pozzo (The Well), regia di Samantha Lang (Australia)
- Il principe di Homburg, regia di Marco Bellocchio (Italia)
- Il sapore della ciliegia (Ta'm-e gilās...), regia di Abbas Kiarostami (Iran)
- She's So Lovely - Così carina (She's So Lovely), regia di Nick Cassavetes (Francia, Stati Uniti d'America)
- Tempesta di ghiaccio (The Ice Storm), regia di Ang Lee (Stati Uniti d'America)
- La tregua, regia di Francesco Rosi (Italia, Germania, Svizzera, Francia)
- Western, regia di Manuel Poirier (Francia)

### Un Certain Regard
- A, B, C... Manhattan, regia di Amir Naderi (Stati Uniti d'America)
- Akrebin Yolculuğu, regia di Ömer Kavur (Turchia, Ungheria, Repubblica Ceca)
- American Perfekt, regia di Paul Chart (Stati Uniti d'America)
- Amore e morte a Long Island (Love and Death on Long Island), regia di Richard Kwietniowski (Regno Unito, Canada)
- Brother (Brat), regia di Aleksej Balabanov (Russia)
- La buona stella (La buena estrella), regia di Ricardo Franco (Spagna, Francia, Italia)
- Conversazioni private (Enskilda samtal), regia di Liv Ullmann (Svezia)
- La cruz, regia di Alejandro Agresti (Argentina, Francia, Paesi Bassi)
- Dōng gōng xī gōng, regia di Zhang Yuan (Cina)
- I fratelli Witman (Witman fiúk), regia di János Szász (Ungheria, Polonia, Francia)
- Gudia, regia di Goutam Ghose (India)
- Histoire(s) du cinéma, regia di Jean-Luc Godard (Francia)
- Inside/Out, regia di Rob Tregenza (Stati Uniti d'America)
- Marcello Mastroianni - Mi ricordo, sì, io mi ricordo, regia di Anna Maria Tatò (Italia)
- Marius e Jeannette (Marius et Jeannette), regia di Robert Guédiguian (Francia)
- La mia regina (Mrs Brown), regia di John Madden (Regno Unito)
- Nae an-e uneun baram, regia di Jeon Soo-il (Corea del Sud)
- Namai, regia di Šarūnas Bartas (Francia, Portogallo, Lituania)
- Nella società degli uomini (In the Company of Men), regia di Neil LaBute (Stati Uniti d'America, Canada)
- Post coïtum animal triste, regia di Brigitte Roüan (Francia)
- Shí'èr lóu, regia di Eric Khoo (Singapore)
- Sunday, regia di Jonathan Nossiter (Stati Uniti d'America)

### Fuori concorso
- Il destino (al-Maṣīr), regia di Youssef Chahine (Francia, Egitto)
- Potere assoluto (Absolute Power), regia di Clint Eastwood (Stati Uniti d'America) - film di chiusura
- Il quinto elemento (Le Cinquième Élément), regia di Luc Besson (Francia) - film d'apertura

### Proiezioni speciali
- Benvenuti a Woop Woop (Welcome to Woop Woop), regia di Stephan Elliott (Australia, Regno Unito)
- Blackout (The Blackout), regia di Abel Ferrara (Stati Uniti d'America)
- Hamlet, regia di Kenneth Branagh (Stati Uniti d'America)
- Michael Jackson's Ghosts, regia di Stan Winston - mediometraggio (Stati Uniti d'America)
- Nirvana, regia di Gabriele Salvatores (Italia, Francia)
- Viaggio all'inizio del mondo (Viagem ao Princípio do Mundo), regia di Manoel de Oliveira (Portogallo, Francia)

### Cortometraggi in concorso
- Birdhouse by Richard C. Zimmerman (Stati Uniti d'America)
- Camera obscura, regia di Stefano Arduino (Italia)
- Final Cut, regia di Justin Case (Australia)
- ...Is It the Design on the Wrapper?, regia di Tessa Sheridan (Regno Unito)
- Joe, regia di Sasha Wolf (Stati Uniti d'America)
- Leonie, regia di Lieven Debrauwer (Belgio)
- Makom Tov, regia di Ayelet Bargur (Israele)
- Over The Rainbow, regia di Alexandre Aja (Francia)
- Quasi niente, regia di Ursula Ferrara (Italia)
- Rubicon, regia di Gil Alkabetz (Germania)
- Les Vacances, regia di Emmanuelle Bercot (Francia)

## Quinzaine des Réalisateurs
I seguenti film sono stati presentati all'interno della sezione parallela della Quinzaine des Réalisateurs, diretta artisticamente da Pierre-Henri Deleau:

### Lungometraggi
- L'Autre Côté de la mer, regia di Dominique Cabrera (Francia)
- Il bagno turco (Hamam), regia di Ferzan Özpetek (Italia, Turchia, Spagna)
- La buena vida, regia di David Trueba (Spagna, Francia)
- Buud Yam, regia di Gaston Kaboré (Burkina Faso, Francia)
- Il cerchio perfetto (Savršeni krug), regia di Ademir Kenović (Francia, Croazia, Paesi Bassi, Bosnia ed Erzegovina, Ungheria)
- Colpo di fulmine (Kicked in the Head), regia di Matthew Harrison (Stati Uniti d'America)
- Cosmos, regia di Jennifer Alleyn, Manon Briand, Marie-Julie Dallaire, Arto Paragamian, André Turpin e Denis Villeneuve (Canada)
- Dakan, regia di Mohamed Camara (Guinea, Francia)
- L'età inquieta (La Vie de Jésus), regia di Bruno Dumont (Francia)
- Un frère..., regia di Sylvie Verheyde (Francia)
- J'ai horreur de l'amour, regia di Laurence Ferreira Barbosa (Francia)
- Kissed, regia di Lynne Stopkewich (Canada)
- Měilì zài chànggē, regia di Lin Cheng-sheng (Taiwan)
- La mia vita in rosa (Ma vie en rose), regia di Alain Berliner (Francia, Belgio, Regno Unito)
- Mio figlio il fanatico (My Son the Fanatic), regia di Udayan Prasad (Regno Unito)
- Moe no suzaku, regia di Naomi Kawase (Giappone)
- Prijatel' pokojnika, regia di Vjačeslav Krištofovič (Francia, Ucraina)
- Un quartiere da schianto (Ma 6-T va crack-er), regia di Jean-François Richet (Francia)
- Sinon, oui, regia di Claire Simon (Francia, Canada)
- Taafé Fanga, regia di Adama Drabo (Mali, Germania, Svizzera)
- Tren de sombras, regia di José Luis Guerín (Spagna)

### Cortometraggi
- Liberté chérie, regia di Jean-Luc Gaget (Francia)
- Soyons amis !, regia di Thomas Bardinet (Francia)
- Taxi de nuit, regia di Marco Castilla (Francia)
- Tout doit disparaître, regia di Jean-Marc Moutout (Francia)
- Y'a du foutage dans l'air, regia di Djamel Bensalah (Francia)

## Settimana internazionale della critica
I seguenti film sono stati presentati all'interno della sezione parallela della Settimana internazionale della critica:

### Lungometraggi
- Bent, regia di Sean Mathias (Regno Unito, Giappone)
- Character - Bastardo eccellente (Karakter), regia di Mike van Diem (Paesi Bassi)
- Faraw!, regia di Abdoulaye Ascofaré (Mali)
- Insomnia, regia di Erik Skjoldbjærg (Norvegia)
- Le mani forti, regia di Franco Bernini (Italia)
- Posta celere (Budbringeren), regia di Pål Sletaune (Norvegia)
- This World, Then the Fireworks, regia di Michael Oblowitz (Stati Uniti d'America)

### Cortometraggi
- Adios mama, regia di Ariel Gordon (Messico)
- Marylou, regia di Todd Kurtzman e Danny Shorago (Stati Uniti d'America)
- Muerto de amor, regia di Ramón Barea (Spagna)
- O Prego, regia di João Maia (Portogallo)
- Le Signaleur, regia di Benoît Mariage (Belgio)
- Tunnel of Love, regia di Robert Milton Wallace (Regno Unito)
- Le Voleur de diagonale, regia di Jean Darrigol (Francia)

## Giurie
Le seguenti persone hanno fatto parte delle giurie delle varie sezioni del Festival:

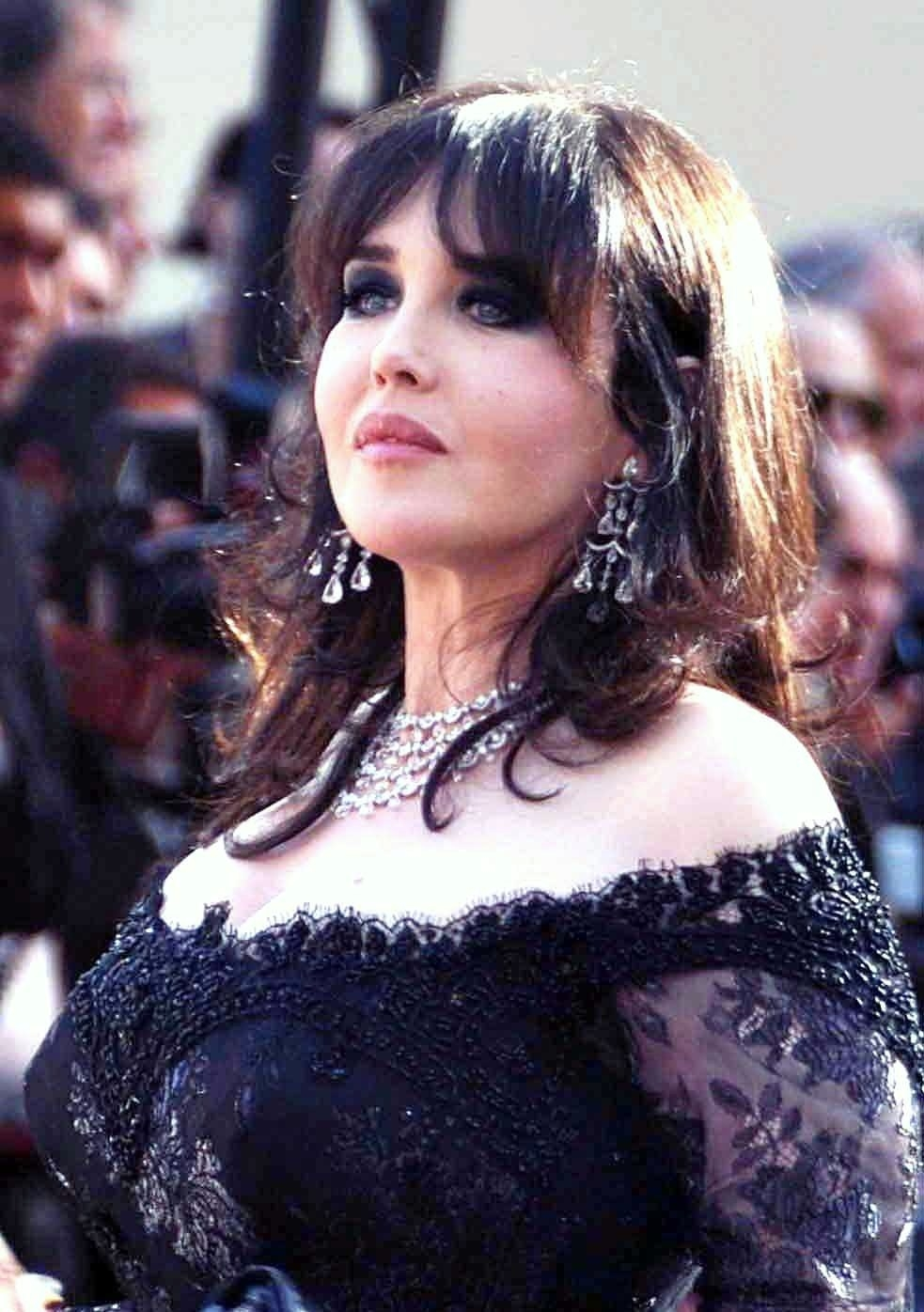
Isabelle Adjani, qui ritratta nel 2009, è stata presidentessa della giuria del concorso principale.

### Concorso
- Isabelle Adjani, attrice (Francia) - Presidentessa di Giuria
- Paul Auster, scrittore (Stati Uniti d'America)
- Luc Bondy, regista (Francia)
- Tim Burton, regista (Stati Uniti d'America)
- Patrick Dupond, ballerino (Francia)
- Gong Li, attrice (Cina)
- Mike Leigh, regista (Gran Bretagna)
- Nanni Moretti, regista (Italia)
- Michael Ondaatje, scrittore (Canada)
- Mira Sorvino, attrice (Stati Uniti d'America)

### Caméra d'or
- Françoise Arnoul, attrice (Francia) - Presidentessa di Giuria
- Luciano Barisone, critico (Italia)
- Olivier Brunet-Lefèvre, regista (Francia)
- Julien Camy, cinefilo (Francia)
- Ulrich Gregor, storico del cinema (Germania)
- Gérard Lenne, critico (Francia)
- Jiří Menzel, regista (Cecoslovacchia)
- Nicolas Philibert, regista (Francia)

## Palmarès

### Selezione ufficiale
Le giurie della selezione ufficiale hanno premiato i seguenti film:

#### Concorso
- Palma d'oro: (ex aequo) L'anguilla (Unagi), regia di Shōhei Imamura e Il sapore della ciliegia (Ta'm-e gilās...), regia di Abbas Kiarostami
- Grand Prix Speciale della Giuria: Il dolce domani (The Sweet Hereafter), regia di Atom Egoyan
- Prix de la mise en scène: Wong Kar-wai per Happy Together (Chūnguāng zhàxiè)
- Prix du scénario: James Schamus per Tempesta di ghiaccio (The Ice Storm)
- Prix d'interprétation féminine: Kathy Burke per Niente per bocca (Nil by Mouth)
- Prix d'interprétation masculine: Sean Penn per She's So Lovely - Così carina (She's So Lovely)
- Premio della giuria: Western, regia di Manuel Poirier
- Palma delle Palme: Ingmar Bergman
- Premio del 50º anniversario: Youssef Chahine per l'insieme della sua opera

#### Cortometraggi
- Palma d'oro al miglior cortometraggio: ...Is It the Design on the Wrapper?, regia di Tessa Sheridan
- Premio della giuria: (ex aequo) Leonie, regia di Lieven Debrauwer e Les Vacances, regia di Emmanuelle Bercot

### Settimana internazionale della critica
- Premio Mercedes-Benz per il miglior film: Posta celere (Budbringeren), regia di Pål Sletaune
- Premio Canal+ per il miglior cortometraggio: Le Signaleur, regia di Benoît Mariage
- Grand Golden Rail: Character - Bastardo eccellente (Karakter), regia di Mike van Diem
- Small Golden Rail: Muerto de amor, regia di Ramón Barea

### Premi indipendenti
Altre giurie indipendenti hanno premiato i seguenti film:
- Caméra d'or: Moe no suzaku, regia di Naomi Kawase
  - Menzione speciale: L'età inquieta (La Vie de Jésus), regia di Bruno Dumont
- Premio FIPRESCI: Il dolce domani (The Sweet Hereafter), regia di Atom Egoyan
  - Menzione speciale: Viaggio all'inizio del mondo (Viagem ao Princípio do Mundo), regia di Manoel de Oliveira
- Grand Prix Technique: Thierry Arbogast per Il quinto elemento (Le Cinquième Élément) e She's So Lovely - Così carina (She's So Lovely)
- Premio della Giuria Ecumenica: Il dolce domani (The Sweet Hereafter), regia di Atom Egoyan
  - Menzione speciale: (ex aequo) La buona stella (La buena estrella), regia di Ricardo Franco e Viaggio all'inizio del mondo (Viagem ao Princípio do Mundo), regia di Manoel de Oliveira
- Prix de la jeunesse:
  - Film straniero: Bent, regia di Sean Mathias
  - Film francese: J'ai horreur de l'amour, regia di Laurence Ferreira Barbosa
- Premio François Chalais: Il cerchio perfetto (Savršeni krug), regia di Ademir Kenović